# Figulus
Figulus es un género de escarabajos de la familia Lucanidae. En 1819 MacLeay describió el género.
Esta es la lista de especies que lo componen:
- Figulus acutangulus Arrow, 1935
- Figulus andamanus Kriesche, 1920
- Figulus angustus Bomans, 1989
- Figulus approximatus Benesh, 1955
- Figulus aratus Arrow, 1935
- Figulus caecus Bomans, 1988
- Figulus cambodiensis Deyrolle, 1874
- Figulus canaliculatus Nagel, 1941
- Figulus cavifrons Bomans, 1987
- Figulus clivinoides (Thomson, 1862)
- Figulus concatenatus Arrow, 1938
- Figulus corvinus Kriesche, 1922
- Figulus delicatus Bomans, 1986
- Figulus delislei Benesh, 1953
- Figulus elateroides Bomans, 1986
- Figulus fissicollis Fairmaire, 1849
- Figulus fusconitens Didier, 1930
- Figulus gracilentus Didier, 1930
- Figulus granulosus Bomans, 1986
- Figulus hornabrooki Bomans, 1986
- Figulus horni Zhang, 1905
- Figulus humeralis Didier, 1930
- Figulus incertus Bomans, 1987
- Figulus incisus Bomans, 1986
- Figulus insulanus Bomans, 1986
- Figulus joliveti Bomans, 1986
- Figulus lilliputanus Westwood, 1855
- Figulus luminosus Bomans, 2010
- Figulus lupinus Kriesche, 1922
- Figulus manillarum (Hope & Westwood, 1845)
- Figulus marginalis Ritsema, 1879
- Figulus mediocris Deyrolle, 1874
- Figulus nubilus Didier, 1930
- Figulus orientalis Bomans, 1989
- Figulus papuanus Gestro, 1881
- Figulus planifrons Bomans, 1987
- Figulus porrectus Bomans, 1989
- Figulus powelli Bomans, 1986
- Figulus sarawakensis Bomans, 1987
- Figulus scaritiformis Parry, 1862
- Figulus scotti Benesh, 1955
- Figulus serratus Arrow, 1938
- Figulus seychellensis Scott, 1912
- Figulus similis Bomans, 1987
- Figulus tumidimentum Bomans, 1989
- Figulus yujii Fujita, 1994
- Figulus albertisi Gestro, 1881
- Figulus anthracinus Klug, 1833
- Figulus arrowi Nagel, 1941
- Figulus ater Deyrolle, 1874
- Figulus beccarii Gestro, 1881
- Figulus bicolor Bomans, 1986
- Figulus binodulus Waterhouse, 1873
- Figulus boileaui Bomans, 1986
- Figulus bomansi Ikeda, 2002
- Figulus boninensis Nakane & Kurosawa, 1953
- Figulus borneensis Nagel, 1941
- Figulus caviceps Boileau, 1902
- Figulus chaminadei Benoît & Bomans, 2001
- Figulus cheesmani Arrow, 1938
- Figulus cicatricosus Boileau, 1905
- Figulus cochinchinensis Nagel, 1928
- Figulus confusus Westwood, 1838
- Figulus coomani Arrow, 1935
- Figulus crupsinus Bomans, 1987
- Figulus curvicornis Benesh, 1950
- Figulus daitoensis Fujita & Ichikawa, 1986
- Figulus decorus De Lisle, 1968
- Figulus deletus Bomans, 1989
- Figulus detzneri Kriesche, 1922
- Figulus excavatus Bomans, 1986
- Figulus exquisitus Bomans, 1987
- Figulus foveicollis (Boisduval, 1835)
- Figulus fulgens Bomans, 1986
- Figulus gestroi Nagel, 1928
- Figulus hoogstraali Benesh, 1955
- Figulus hoplocnemus De Lisle, 1974
- Figulus howei De Lisle, 1967
- Figulus impressicollis Ritsema, 1896
- Figulus insolitus Bomans, 1987
- Figulus integricollis Thomson, 1862
- Figulus interruptus Waterhouse, 1874
- Figulus javanensis Nagel, 1941
- Figulus kinabaluensis Bomans, 1987
- Figulus laevipennis Montrouzier, 1860
- Figulus laevithorax Bomans, 1987
- Figulus lansbergei Ritsema, 1880
- Figulus laoticus Bomans, 1986
- Figulus laticollis Reiche, 1853
- Figulus leptochilus De Lisle, 1974
- Figulus linearis Didier, 1929
- Figulus lozoki Kriesche, 1922
- Figulus magnus Benesh, 1955
- Figulus manicatus Didier & Seguy, 1953
- Figulus mecynodontus De Lisle, 1974
- Figulus mento Albers, 1883
- Figulus meridianus Bomans, 1986
- Figulus minor Kriesche, 1920
- Figulus minutus Deyrolle, 1874
- Figulus moluccanus De Lisle, 1970
- Figulus morosus De Lisle, 1974
- Figulus myrmecodianus Commaerts & Bomans, 1997
- Figulus napu Kriesche, 1922
- Figulus nitens Waterhouse, 1874
- Figulus nitidulus Gestro, 1881
- Figulus orthognathus Benesh, 1950
- Figulus parallelicanthus Bomans, 1989
- Figulus parvus Bomans, 1987
- Figulus philippinensis Benesh, 1955
- Figulus piceus Bomans, 1989
- Figulus popei Bomans, 1986
- Figulus praecipuus Bomans, 1987
- Figulus procericornis Bomans, 1987
- Figulus procerus Heller, 1898
- Figulus pseudominor Monte & Bartolozzi, 2005
- Figulus punctatus Waterhouse, 1873
- Figulus punctifrons Bomans, 1987
- Figulus quasisimilis Bomans, 1989
- Figulus regularis Westwood, 1834
- Figulus robustus Bomans, 1986
- Figulus rossi Gahan, 1900
- Figulus rubripes Bomans, 1987
- Figulus rugosus Deyrolle, 1874
- Figulus samoanus Kriesche, 1920
- Figulus schismonotus (De Lisle, 1975)
- Figulus spinosus Bomans, 1986
- Figulus splendens Bomans, 1986
- Figulus striatus (Olivier, 1789)
- Figulus subcastaneus Westwood, 1838
- Figulus sublaevis (Beauvois, 1805)
- Figulus sulcicollis Hope & Westwood, 1845
- Figulus suzumurai Fujita, 2010
- Figulus tambourinensis Mjoberg, 1916
- Figulus tapinus Bomans, 1986
- Figulus trilobus Westwood, 1838
- Figulus tubericollis Bomans, 1989
- Figulus venustus Bomans, 1989
- Figulus vinsoni Benesh, 1955
- Figulus weinreichi Bomans, 1986
- Figulus wittmeri Bomans & Lacroix, 1989
- Figulus yunnanensis Nagel, 1928